# Dorsetisaurus
Dorsetisaurus is een geslacht van uitgestorven hagedissen, bekend uit het Laat-Jura van Noord-Amerika en het Laat-Jura/Vroeg-Krijt van Europa. 
Het geslacht werd voor het eerst gemeld uit de Lulworthformatie uit het Vroeg-Krijt (Berriasien) van de Purbeck Group van Durlston Bay in Dorset. De typesoort Dorsetisaurus purbecki is in 1967 benoemd door Robert Hoffstetter. De geslachtsnaam verwijst naar Dorset. De soortaanduiding verwijst naar de Isle of Purbeck.
Het holotype is BMNH R 8129, een schedel met een opperarmbeen. Twee dozijn bovenkaken en onderkaken zijn toegewezen evenals drie fragmentarische skeletten en wat losse tanden en schedelelementen.
In 1967 benoemde Hoffstetter nog een tweede soort: Dorsetisaurus hebetidens gebaseerd op holotype BMNH R 8109, een partij bovenkaaksbeenderen.
Introrsisaurus pollicidens Seiffert, 1973 is een mogelijk jonger synoniem.
Het is ook gemeld uit de Alcobaçaformatie uit het Laat-Jura van Portugal en de Morrison-formatie van westelijk Noord-Amerika, aanwezig in de stratigrafische zones 2, 4 en 5. 
Dorsetisaurus is in een eigen Dorsetisauridae geplaatst. Het werd in 2006 door Susan E. Evans beschouwd als het oudste algemeen aanvaarde lid van Anguimorpha, in 2011 bevestigd door Jack Lee Conrad gebaseerd op de aanwezigheid van elf gedeelde synapomorfieën.